# Gare de Beauvoisin
Gare de Beauvoisin vasútállomás Franciaországban, Beauvoisin településen.

## Vasútvonalak
Az állomást az alábbi vasútvonalak érintik:
- Saint-Césaire au Grau-du-Roi-vasútvonal

## Kapcsolódó állomások
A vasútállomáshoz az alábbi állomások vannak a legközelebb:
- Gare de Générac
- Gare de Vauvert